# Skálafjall
Skálafjall är ett berg i Färöarna (Kungariket Danmark). Det ligger i sýslan Eysturoya sýsla, i den norra delen av landet, 22 km norr om huvudstaden Tórshavn. Toppen på Skálafjall är 459 meter över havet. Skálafjall ligger på ön Eysturoy.
Terrängen runt Skálafjall är kuperad. Runt Skálafjall är det ganska glesbefolkat, med 38 invånare per kvadratkilometer. Närmaste större samhälle är Klaksvík, 15,9 km öster om Skálafjall. Trakten runt Skálafjall består i huvudsak av gräsmarker.